# Mikania glomerata
El guaco, Mikania glomerata, es una planta trepadora de la familia Asteraceae, nativa del sureste de Brasil, desde São Paulo hasta Rio Grande do Sul.

## Descripción
Es una liana glabra. Sus hojas son simples, opuestas y oblongolanceoladas, de base obtusa y ápice agudo, de hasta 15 cm de longitud y 7 cm de ancho, pecioladas, verdes, brillantes en la cara superior, más pálidas en la inferior, con tres nervaduras evidentes. Flores hermafroditas de color blanco a crema, reunidas en cuatro capítulos, iguales entre sí, vilanos blancos, corola tubiforme; capítulos agrupados en ramos o glomérulos. Fruto tipo aquenio, glabro.

## Aprovechamiento
La medicina tradicional le atribuye propiedades antitusígenas y para aliviar el asma a preparados de hojas de guaco. En 1942, la guía de plantas medicinales brasileña, de Pio Correa recomendaba el guaco para preparar infusiones y jarabes expectorantes, debido a su riqueza en cumarina. Científicamente se ha comprobado su efecto broncodilatador y expectorante.
La planta también es conocida como hierva de serpentes porque los indígenas han utilizado esta y otras especies del género Mikania brasileiros, para tratar las picaduras de serpientes venenosas. Aún actualmente en algunas regiones de Brasil se aplica el macerado de las hojas en forma de cataplasma sobre picaduras de culebras y otros animales ponzoñosos. En el laboratorio, los extractos acuosos preparados a partir de varias partes de la planta inhibieron de manera eficiente los diferentes efectos tóxicos, farmacológicos, y enzimáticos inducidos por el veneno de Bothrops y Crotalus. Por ejemplo, los extractos de raíz de guaco redujeron el zona de hemorragia estimulada por la inyección intradérmica de veneno de Bothrops en ratas. Extratos de raíz redujeron el edema causado por picadura de Crotalus. La savia de tallos y hojas redujo la actividad coagulante de los venenos de Bothrops y Crotalus.
Investigaciones coordinadas por Vera Lúcia Garcia Rehder, realizadas en la Universidade Estadual de Campinas (Unicamp) comprobaron los efectos del guaco para tratar los melanomas, úlceras y afecciones por microorganismos y para prevenir las caries dentales y la placa bacteriana.

## Composición química
En términos cuantitativos, los metabolitos más frecuentes encontrados en extractos de guaco son la cumarina (2H-1-benzopirona-2-1); ácido o-cumárico y ácido kaurenoico. Estas sustancias se han asociado con los efectos terapéuticos de guaco. La cumarina tiene efectos broncodilatadores, espectorantes y antialérgicos. El ácido kaurenoico es activo contra el Trypanosoma cruzi. Posee además compostos sesquiterpenoides, diterpenoides, estigmasterol, flavonoides, resinas, taninos y saponinas.

## Taxonomía
Mikania glomerata fue descrita por Curt Polycarp Joachim Sprengel y publicado en Systema Vegetabilium, editio decima sexta 3: 421. 1826.
Sinonimia
- Cacalia trilobata Vell.
- Corynanthelium moronoa Kunze
- Mikania glomerata var. glomerata
- Mikania glomerata var. montana Hassl.
- Mikania hederifolia DC.
- Mikania scansoria DC.
- Morrenia odorata Hort. ex D.G. Kuntze
- Willoughbya glomerata (Spreng.) Kuntze
- Willoughbya moronoa (Kuntze) Kuntze[9]